# Jenseits der Stille
Jenseits der Stille (Más allá del silencio / Las voces del silencio, en Argentina) es una película alemana de 1996 dirigida por Caroline Link.

## Sinopsis
Lara, hija de sordos, hace de intérprete a sus padres desde niña. Debe ayudarles con los trámites del banco o asistir con ellos a las charlas del colegio. 
En Navidad, su tía Clarissa, aficionada a la música, le regala un clarinete y comienza a descubrir el mundo de la música, desconocido para sus padres. Con el paso de los años, Lara se vuelve una talentosa clarinetista y con 18 años desea mudarse al conservatorio de Berlín, algo que tiene que conciliar con la dependencia de su padre, Martin, muy afectado con la muerte de su esposa fallecida en un accidente con la bicicleta.

## Libro
- Caroline Link: Jenseits der Stille, Aufbau, 2001, ISBN 3-7466-1453-8 (Novela).

## Premios
1997, Tokyo Sakura Grand Prix